# Drag Lake
Drag Lake är en sjö i Kanada.   Den ligger i countyt Haliburton County och provinsen Ontario, i den sydöstra delen av landet, 220 km väster om huvudstaden Ottawa. Drag Lake ligger 351 meter över havet. Arean är 10,5 kvadratkilometer. Den sträcker sig 6,3 kilometer i nord-sydlig riktning, och 6,9 kilometer i öst-västlig riktning.
I omgivningarna runt Drag Lake växer i huvudsak blandskog. Runt Drag Lake är det mycket glesbefolkat, med 3 invånare per kvadratkilometer.